# محوطه کتل سیا
محوطه کتل سیا مربوط به دوره اشکانیان است و در شهرستان خرم‌آباد، بخش پاپی، دهستان کشور، ۱/۳ کیلومتری شمال شرق روستای دهگاه واقع شده و این اثر در تاریخ ۲۸ اسفند ۱۳۸۵ با شمارهٔ ثبت ۱۸۶۲۶ به‌عنوان یکی از آثار ملی ایران به ثبت رسیده است.